# Hôtel de Chabannes
Hôtel de Chabannes (též Hôtel de Flers) je městský palác v Paříži. Nachází se v historické čtvrti Marais na náměstí Place des Vosges. Palác je v soukromém vlastnictví.

## Umístění
Hôtel de Chabannes má číslo 17 na náměstí Place des Vosges. Nachází se na západní straně náměstí ve 4. obvodu.

## Historie
Palác nechal spolu se sousedními Hôtel Marchand a Hôtel de Montbrun vystavět v letech 1606–1607 plukovník Charles Marchant. V roce 1610 zdědila dům jeho dcera a její manžel Nicolas le Jay, baron de Maisonrouge, prezident pařížského parlamentu. V roce 1634 koupil palác královský rada Pierre Larcher, který kolem roku 1640 nechal v zadním traktu přistavět dvě křídla. V letech 1678–1682 zde žil teolog a kazatel Jacques-Bénigne Bossuet.
Fasáda a střechy paláce jsou od roku 1920 chráněny jako historická památka. Schodiště bylo na seznam památek připsáno v roce 1953 a podloubí roku 1955.